# Mistrzostwa Świata w Hokeju na Lodzie Kobiet 2015/Elita
Mistrzostwa Świata w Hokeju na Lodzie Kobiet Elity 2015 odbyły się w dniach 28 marca–4 kwietnia w szwedzkim Malmö. W 17. turnieju o złoty medal mistrzostw świata uczestniczyło 8 narodowych reprezentacji.
W tej części mistrzostw uczestniczy 8 najlepszych drużyn na świecie. System rozgrywania meczów jest inny niż w niższych dywizjach. Najpierw odbywa się w dwóch grupach po cztery drużyny (faza grupowa). W Grupie A grają cztery wyżej rozstawione zespoły. Dwie najlepszy drużyny tej grupy awansują do półfinałów, zaś zespoły z miejsc trzeciego i czwartego zagrają w ćwierćfinale, w którym zagrają z dwoma najlepszymi zespołami grupy B. Drużyny, które zajmą miejsca trzecie i czwarte w grupie B rozegrają między sobą mecze o utrzymanie. Drużyna, która dwukrotnie zwycięży pozostaje w elicie, natomiast przegrany spadnie do I dywizji, grupy A. O zwycięstwie w turnieju zadecyduje finał w którym wystąpią zwycięzcy półfinałów.
| Grupa A: - Stany Zjednoczone - Kanada - Rosja - Finlandia | Grupa B: - Niemcy - Szwajcaria - Szwecja - Japonia |

Hale, na których będą rozgrywane mecze o mistrzostwo świata:
- Malmö Isstadion
- Rosengårds Ishall

## Sędziowie
IIHF wybrała do prowadzenia spotkań podczas mistrzostw 10 sędziów głównych oraz 9 liniowych:
| Główni - Gabrielle Ariano-Lortie - Kaisa Ketonen - Marie Picavet - Nicole Hertrich - Gabriella Gran - Katarina Timglas - Anna Eskola - Drahomira Fialova - Katie Guay - Jamie Huntley |  | Liniowi - Bettia Angerer - Stephanie Gagnon - Ilona Novotná - Kaire Leet - Jenni Heikkinen - Lisa Linnek - Anna Nygard - Veronica Johansson - Kate Connolly |

## Faza grupowa
10 września 2014 rozlosowano grupy turniejowe.
Przedstawione godziny rozpoczęcia meczów podane są według czasu środkowoeuropejskiego (polskiego).

### Grupa A
Wyniki
| 28 marca 2015 | Stany Zjednoczone | 4:2 | Kanada | Malmö Isstadion, Malmö |

| Szczegóły      | Szczegóły                                                                              | Szczegóły       | Szczegóły                                    | Szczegóły                                                                      |
| -------------- | -------------------------------------------------------------------------------------- | --------------- | -------------------------------------------- | ------------------------------------------------------------------------------ |
| Godzina: 16:00 | J. Lamoureux (PP) 04:04 K. Bellamy (PP) 11:45 K. Coyne (PP) 18:29 H. Knight (EQ) 46:29 | (3:1, 0:1, 1:0) | 07:23 (EQ) B. Jenner 20:57 (EQ) J. Wakefield | Widzów: 1724 Sędzia główny: Drahomira Fialova Sędziowie liniowi: Marie Picavet |
| Godzina: 16:00 | 8 min. kar                                                                             |                 | 12 min. kar                                  | Widzów: 1724 Sędzia główny: Drahomira Fialova Sędziowie liniowi: Marie Picavet |

| 28 marca 2015 | Finlandia | 3:2 pk. | Rosja | Malmö Isstadion, Malmö |

| Szczegóły      | Szczegóły                                                             | Szczegóły                 | Szczegóły                                  | Szczegóły                                                                      |
| -------------- | --------------------------------------------------------------------- | ------------------------- | ------------------------------------------ | ------------------------------------------------------------------------------ |
| Godzina: 20:00 | A. Kilponen (EQ) 24:31 R. Lindstedt (EQ) 37:29 M. Tuominen (SO) 65:00 | (0:0, 2:2, 0:0, 0:0, 1:0) | 23:31 (PP) W. Pawłowa 34:25 (EQ) O. Sosina | Widzów: 329 Sędzia główny: Nicole Hertrich Sędziowie liniowi: Katarina Timglas |
| Godzina: 20:00 | 6 min. kar                                                            |                           | 8 min. kar                                 | Widzów: 329 Sędzia główny: Nicole Hertrich Sędziowie liniowi: Katarina Timglas |

| 29 marca 2015 | Kanada | 4:0 | Rosja | Malmö Isstadion, Malmö |

| Szczegóły      | Szczegóły                                                                                | Szczegóły       | Szczegóły  | Szczegóły                                                                 |
| -------------- | ---------------------------------------------------------------------------------------- | --------------- | ---------- | ------------------------------------------------------------------------- |
| Godzina: 16:00 | C. Ouellette (EQ) 01:05 Fortino (EQ) 07:17 C. Birchard (EQ) 19:59 M-P. Poulin (EQ) 32:25 | (3:0, 1:0, 0:0) |            | Widzów: 363 Sędzia główny: Jamie Huntley Sędziowie liniowi: Kaisa Ketonen |
| Godzina: 16:00 | 10 min. kar                                                                              |                 | 6 min. kar | Widzów: 363 Sędzia główny: Jamie Huntley Sędziowie liniowi: Kaisa Ketonen |

| 29 marca 2015 | Stany Zjednoczone | 4:1 | Finlandia | Malmö Isstadion, Malmö |

| Szczegóły      | Szczegóły                                                                          | Szczegóły       | Szczegóły            | Szczegóły                                                                            |
| -------------- | ---------------------------------------------------------------------------------- | --------------- | -------------------- | ------------------------------------------------------------------------------------ |
| Godzina: 20:00 | H. Knight (EQ) 10:29 H. Knight (PP) 18:12 K. Coyne (EQ) 21:16 H. Brandt (SH) 36:18 | (2:0, 2:1, 0:0) | 10:01 (EQ) S. Tapani | Widzów: 312 Sędzia główny: Gabrielle Ariano-Lortie Sędziowie liniowi: Gabriella Gran |
| Godzina: 20:00 | 4 min. kar                                                                         |                 | 12 min. kar          | Widzów: 312 Sędzia główny: Gabrielle Ariano-Lortie Sędziowie liniowi: Gabriella Gran |

| 31 marca 2015 | Rosja | 2:9 | Stany Zjednoczone | Malmö Isstadion, Malmö |

| Szczegóły      | Szczegóły                                    | Szczegóły       | Szczegóły | Szczegóły                                                                           |
| -------------- | -------------------------------------------- | --------------- | --- | ----------------------------------------------------------------------------------- |
| Godzina: 12:00 | O. Sosina (EQ) 26:57 L. Beljakowa (EQ) 29:01 | (0:1, 2:4, 0:4) | 11:03 (EQ) Lamoureux 22:58 (EQ) H. Knight 25:31 (EQ) M. Duggan 37:59 (PP) J. Lamoureux 39:15 (EQ) H. Brandt 44:16 (PP) J. Lamoureux 47:55 (EQ) A. Carpenter 53:10 (EQ) B. Decker 57:35 (PP) H. Knight | Widzów: 349 Sędzia główny: Gabrielle Ariano-Lortie Sędziowie liniowi: Kaisa Ketonen |
| Godzina: 12:00 | 22 min. kar                                  |                 | 4 min. kar | Widzów: 349 Sędzia główny: Gabrielle Ariano-Lortie Sędziowie liniowi: Kaisa Ketonen |

| 31 marca 2015 | Kanada | 6:2 | Finlandia | Malmö Isstadion, Malmö |

| Szczegóły      | Szczegóły | Szczegóły       | Szczegóły                                      | Szczegóły                                                               |
| -------------- | --- | --------------- | ---------------------------------------------- | ----------------------------------------------------------------------- |
| Godzina: 16:00 | B. Lacquette (PP) 08:56 N. Spooner (EQ) 11:08 J. Wakefield (EQ) 36:36 C. Birchard (EQ) 37:13 E. Clark (EQ) 54:10 N. Spooner (PP) 57:17 | (2:1, 2:0, 2:1) | 12:32 (PP) Hiirikoski 54:17 (EQ) J. Hiirikoski | Widzów: 298 Sędzia główny: Gabriella Gran Sędziowie liniowi: Katie Guay |
| Godzina: 16:00 | 4 min. kar |                 | 6 min. kar                                     | Widzów: 298 Sędzia główny: Gabriella Gran Sędziowie liniowi: Katie Guay |

Tabela
| Lp. | Zespół            | M | Z | Zd | Pd | P | G+ | G- | +/- | Pkt |
| --- | ----------------- | - | - | -- | -- | - | -- | -- | --- | --- |
| 1   | Stany Zjednoczone | 3 | 3 | 0  | 0  | 0 | 17 | 5  | +12 | 9   |
| 2   | Kanada            | 3 | 2 | 0  | 0  | 1 | 12 | 6  | +6  | 6   |
| 3   | Finlandia         | 3 | 0 | 1  | 0  | 2 | 6  | 12 | -6  | 2   |
| 4   | Rosja             | 3 | 0 | 0  | 1  | 2 | 4  | 16 | -12 | 1   |

      = awans do półfinału       = awans do ćwierćfinału

### Grupa B
Wyniki
| 28 marca 2015 | Szwecja | 3:4 pk. | Japonia | Malmö Isstadion, Malmö |

| Szczegóły      | Szczegóły                                                   | Szczegóły                 | Szczegóły                                                                            | Szczegóły                                                                |
| -------------- | ----------------------------------------------------------- | ------------------------- | ------------------------------------------------------------------------------------ | ------------------------------------------------------------------------ |
| Godzina: 12:00 | E. Grahm (EQ) 04:30 E. Grahm (PP) 29:36 E. Grahm (PP) 49:39 | (1:1, 1:0, 1:2, 0:0, 0:1) | 18:50 (EQ) Shishiuchi 44:59 (PP) A. Nakamura 46:32 (EQ) C. Osawa 65:00 (SO) C. Osawa | Widzów: 2943 Sędzia główny: Anna Eskola Sędziowie liniowi: Kaisa Ketonen |
| Godzina: 12:00 | 10 min. kar                                                 |                           | 14 min. kar                                                                          | Widzów: 2943 Sędzia główny: Anna Eskola Sędziowie liniowi: Kaisa Ketonen |

| 28 marca 2015 | Niemcy | 2:5 | Szwajcaria | Rosengårds Ishall, Malmö |

| Szczegóły      | Szczegóły                                   | Szczegóły       | Szczegóły                                                                                              | Szczegóły                                                                  |
| -------------- | ------------------------------------------- | --------------- | --- | -------------------------------------------------------------------------- |
| Godzina: 14:00 | A-M. Fiegert (EQ) 29:36 A. Lanzl (EA) 57:23 | (0:1, 1:1, 1:3) | 15:26 (EQ) S. Marty 38:28 (PP) J. Marty 42:16 (PP) P. Staenz 50:10 (PP) S. Marty 59:34 (EN) L. Stalder | Widzów: 129 Sędzia główny: Gabriella Gran Sędziowie liniowi: Jamie Huntley |
| Godzina: 14:00 | 10 min. kar                                 |                 | 6 min. kar                                                                                             | Widzów: 129 Sędzia główny: Gabriella Gran Sędziowie liniowi: Jamie Huntley |

| 29 marca 2015 | Szwajcaria | 2:3 | Szwecja | Malmö Isstadion, Malmö |

| Szczegóły      | Szczegóły                                         | Szczegóły       | Szczegóły                                                              | Szczegóły                                                               |
| -------------- | ------------------------------------------------- | --------------- | ---------------------------------------------------------------------- | ----------------------------------------------------------------------- |
| Godzina: 12:00 | P. Staenz (PP, EA) 57:55 P. Staenz (PP, EA) 59:58 | (0:2, 0:0, 2:1) | 06:24 (EQ) E. Grahm 18:07 (PP) E. Andersson 46:56 (EQ) E. U. Johansson | Widzów: 2372 Sędzia główny: Katie Guay Sędziowie liniowi: Marie Picavet |
| Godzina: 12:00 | 14 min. kar                                       |                 | 12 min. kar                                                            | Widzów: 2372 Sędzia główny: Katie Guay Sędziowie liniowi: Marie Picavet |

| 29 marca 2015 | Japonia | 2:0 | Niemcy | Rosengårds Ishall, Malmö |

| Szczegóły      | Szczegóły                                   | Szczegóły       | Szczegóły   | Szczegóły                                                                        |
| -------------- | ------------------------------------------- | --------------- | ----------- | -------------------------------------------------------------------------------- |
| Godzina: 14:00 | Y. Adachi (EQ) 05:27 H. Yoneyama (EN) 58:35 | (1:0, 0:0, 1:0) |             | Widzów: 108 Sędzia główny: Drahomira Fialova Sędziowie liniowi: Katarina Timglas |
| Godzina: 14:00 | 16 min. kar                                 |                 | 10 min. kar | Widzów: 108 Sędzia główny: Drahomira Fialova Sędziowie liniowi: Katarina Timglas |

| 31 marca 2015 | Szwajcaria | 3:0 | Japonia | Rosengårds Ishall, Malmö |

| Szczegóły      | Szczegóły                                                    | Szczegóły       | Szczegóły  | Szczegóły                                                                      |
| -------------- | ------------------------------------------------------------ | --------------- | ---------- | ------------------------------------------------------------------------------ |
| Godzina: 14:00 | A. Müller (EQ) 13:59 Stiefel (EQ) 30:03 P. Staenz (EN) 59:15 | (1:0, 1:0, 1:0) |            | Widzów: 112 Sędzia główny: Nicole Hertrich Sędziowie liniowi: Katarina Timglas |
| Godzina: 14:00 | 12 min. kar                                                  |                 | 6 min. kar | Widzów: 112 Sędzia główny: Nicole Hertrich Sędziowie liniowi: Katarina Timglas |

| 31 marca 2015 | Niemcy | 0:4 | Szwecja | Malmö Isstadion, Malmö |

| Szczegóły      | Szczegóły   | Szczegóły       | Szczegóły                                                                                       | Szczegóły                                                                |
| -------------- | ----------- | --------------- | ----------------------------------------------------------------------------------------------- | ------------------------------------------------------------------------ |
| Godzina: 20:00 |             | (0:1, 0:2, 0:1) | 00:51 (EQ) A. Borgqvist 32:50 (PP) A. Borgqvist 39:16 (EQ) A. Borgqvist 55:10 (EQ) A. Borgqvist | Widzów: 1274 Sędzia główny: Anna Eskola Sędziowie liniowi: Marie Picavet |
| Godzina: 20:00 | 14 min. kar |                 | 10 min. kar                                                                                     | Widzów: 1274 Sędzia główny: Anna Eskola Sędziowie liniowi: Marie Picavet |

Tabela
| Lp. | Zespół     | M | Z | Zd | Pd | P | G+ | G- | +/- | Pkt |
| --- | ---------- | - | - | -- | -- | - | -- | -- | --- | --- |
| 1   | Szwecja    | 3 | 2 | 0  | 1  | 0 | 10 | 6  | +4  | 7   |
| 2   | Szwajcaria | 3 | 2 | 0  | 0  | 1 | 10 | 5  | +5  | 6   |
| 3   | Japonia    | 3 | 1 | 1  | 0  | 1 | 6  | 6  | 0   | 5   |
| 4   | Niemcy     | 3 | 0 | 0  | 0  | 3 | 2  | 11 | -9  | 0   |

      = awans do ćwierćfinału       = play-off o utrzymanie w elicie

## Walka o utrzymanie
Drużyny z miejsc trzeciego i czwartego grupy B uczestniczyło w serii play-out do 2 zwycięstw. Przegrany tej serii spada do pierwszej dywizji.
| 1 kwietnia 2015 | Japonia | 3:2 pd. | Niemcy | Rosengårds Ishall, Malmö |

| Szczegóły      | Szczegóły                                                     | Szczegóły            | Szczegóły                                   | Szczegóły                                                                     |
| -------------- | ------------------------------------------------------------- | -------------------- | ------------------------------------------- | ----------------------------------------------------------------------------- |
| Godzina: 18:00 | R. Ukita (PP) 39:20 H. Kubo (EQ) 43:30 H. Yoneyama (PP) 69:01 | (0:1, 1:1, 1:0, 1:0) | 07:52 (PP) M. Delabre 25:23 (EQ) M. Delabre | Widzów: 83 Sędzia główny: Drahomira Fialova Sędziowie liniowi: Gabriella Gran |
| Godzina: 18:00 | 10 min. kar                                                   |                      | 10 min. kar                                 | Widzów: 83 Sędzia główny: Drahomira Fialova Sędziowie liniowi: Gabriella Gran |

| 3 kwietnia 2015 | Niemcy | 1:2 pd. | Japonia | Rosengårds Ishall, Malmö |

| Szczegóły      | Szczegóły               | Szczegóły            | Szczegóły                                | Szczegóły                                                                         |
| -------------- | ----------------------- | -------------------- | ---------------------------------------- | --------------------------------------------------------------------------------- |
| Godzina: 14:00 | A-M. Fiegert (PP) 34:42 | (0:1, 1:0, 0:0, 0:1) | 04:01 (PP) A.Nakamura 62:31 (PP) K. Aoki | Widzów: 109 Sędzia główny: Gabrielle Ariano-Lortie Sędziowie liniowi: Anna Eskola |
| Godzina: 14:00 | 14 min. kar             |                      | 16 min. kar                              | Widzów: 109 Sędzia główny: Gabrielle Ariano-Lortie Sędziowie liniowi: Anna Eskola |

## Faza pucharowa
|  |              |              |              |                   |                   |           |           |           |                   |                   |       |       |       |
|  | Ćwierćfinały | Ćwierćfinały | Ćwierćfinały |                   |                   | Półfinały | Półfinały | Półfinały |                   |                   | Finał | Finał | Finał |
|  | Ćwierćfinały | Ćwierćfinały | Ćwierćfinały |                   |                   | Półfinały | Półfinały | Półfinały |                   |                   | Finał | Finał | Finał |
|  |              |              |              |                   |                   |           |           |           |                   |                   |       |       |       |
|  |              |              |              |                   |                   |           |           |           |                   |                   |       |       |       |
|  |              |              |              | Stany Zjednoczone | Stany Zjednoczone | 13        |           |           |                   |                   |       |       |       |
|  |              |              |              | Stany Zjednoczone | Stany Zjednoczone | 13        |           |           |                   |                   |       |       |       |
|  | Rosja        | Rosja        | 2            |                   |                   | Rosja     | Rosja     | 1         |                   |                   |       |       |       |
|  | Rosja        | Rosja        | 2            |                   |                   | Rosja     | Rosja     | 1         |                   |                   |       |       |       |
|  | Szwecja      | Szwecja      | 1            |                   |                   |           |           |           | Stany Zjednoczone | Stany Zjednoczone | 7     |       |       |
|  | Szwecja      | Szwecja      | 1            |                   |                   |           |           |           | Stany Zjednoczone | Stany Zjednoczone | 7     |       |       |
|  |              |              |              |                   |                   | Kanada    | Kanada    | 5         |                   |                   |       |       |       |
|  |              |              |              |                   |                   | Kanada    | Kanada    | 5         |                   |                   |       |       |       |
|  |              |              |              | Kanada            | Kanada            | 3         |           |           |                   |                   |       |       |       |
|  |              |              |              | Kanada            | Kanada            | 3         |           |           |                   |                   |       |       |       |
|  | Finlandia    | Finlandia    | 3            |                   |                   | Finlandia | Finlandia | 0         |                   |                   |       |       |       |
|  | Finlandia    | Finlandia    | 3            |                   |                   | Finlandia | Finlandia | 0         |                   |                   |       |       |       |
|  | Szwajcaria   | Szwajcaria   | 0            |                   |                   |           |           |           |                   |                   |       |       |       |
|  | Szwajcaria   | Szwajcaria   | 0            |                   |                   |           |           |           |                   |                   |       |       |       |

### Ćwierćfinały
| 1 kwietnia 2015 | Finlandia | 3:0 | Szwajcaria | Malmö Isstadion, Malmö |

| Szczegóły      | Szczegóły                                                             | Szczegóły       | Szczegóły   | Szczegóły                                                                           |
| -------------- | --------------------------------------------------------------------- | --------------- | ----------- | ----------------------------------------------------------------------------------- |
| Godzina: 16:00 | M. Karvinen (PP) 13:47 L. Välimäki (PP) 50:26 R. Lindstedt (EN) 56:49 | (1:0, 0:0, 2:0) |             | Widzów: 322 Sędzia główny: Gabrielle Ariano-Lortie Sędziowie liniowi: Jamie Huntley |
| Godzina: 16:00 | 10 min. kar                                                           |                 | 12 min. kar | Widzów: 322 Sędzia główny: Gabrielle Ariano-Lortie Sędziowie liniowi: Jamie Huntley |

| 1 kwietnia 2015 | Rosja | 2:1 | Szwecja | Malmö Isstadion, Malmö |

| Szczegóły      | Szczegóły                                 | Szczegóły       | Szczegóły            | Szczegóły                                                                 |
| -------------- | ----------------------------------------- | --------------- | -------------------- | ------------------------------------------------------------------------- |
| Godzina: 20:00 | O. Sosina (EQ) 45:30 O. Sosina (EQ) 54:34 | (0:0, 0:1, 2:0) | 38:48 (EQ) Borgqvist | Widzów: 1714 Sędzia główny: Katie Guay Sędziowie liniowi: Nicole Hertrich |
| Godzina: 20:00 | 8 min. kar                                |                 | 2 min. kar           | Widzów: 1714 Sędzia główny: Katie Guay Sędziowie liniowi: Nicole Hertrich |

### Półfinały
| 3 kwietnia 2015 | Stany Zjednoczone | 13:1 | Rosja | Malmö Isstadion, Malmö |

| Szczegóły      | Szczegóły | Szczegóły       | Szczegóły               | Szczegóły                                                                      |
| -------------- | --- | --------------- | ----------------------- | ------------------------------------------------------------------------------ |
| Godzina: 12:00 | B. Decker (EQ) 10:03 B. Decker (PP) 14:14 M. Lamoureux-Kolls (EQ) 14:32 H. Knight (EQ) 17:58 D. Trivigno (PP) 23:40 A. Carpenter (EQ) 23:49 H. Brandt (EQ) 29:22 H. Skarupa (PP) 32:20 J. Lamoureux (EQ) 34:26 E. Pfalzer (EQ) 39:05 Z. Hickel (EQ) 48:56 M. Keller (EQ) 49:18 B. Decker (EQ) 54:03 | (4:1, 6:0, 3:0) | 00:44 (EQ) I. Gawriłowa | Widzów: 426 Sędzia główny: Nicole Hertrich Sędziowie liniowi: Katarina Timglas |
| Godzina: 12:00 | 2 min. kar |                 | 8 min. kar              | Widzów: 426 Sędzia główny: Nicole Hertrich Sędziowie liniowi: Katarina Timglas |

| 3 kwietnia 2015 | Kanada | 3:0 | Finlandia | Malmö Isstadion, Malmö |

| Szczegóły      | Szczegóły                                                          | Szczegóły       | Szczegóły  | Szczegóły                                                                     |
| -------------- | ------------------------------------------------------------------ | --------------- | ---------- | ----------------------------------------------------------------------------- |
| Godzina: 16:00 | M-P. Poulin (PP) 06:32 N. Spooner (EQ) 40:25 N. Spooner (EQ) 50:08 | (1:0, 0:0, 2:0) |            | Widzów: 584 Sędzia główny: Drahomira Fialova Sędziowie liniowi: Jamie Huntley |
| Godzina: 16:00 | 6 min. kar                                                         |                 | 8 min. kar | Widzów: 584 Sędzia główny: Drahomira Fialova Sędziowie liniowi: Jamie Huntley |

### O 3 miejsce
| 4 kwietnia 2015 | Finlandia | 4:1 | Rosja | Malmö Isstadion, Malmö |

| Szczegóły      | Szczegóły                                                                                     | Szczegóły       | Szczegóły         | Szczegóły                                                                           |
| -------------- | --------------------------------------------------------------------------------------------- | --------------- | ----------------- | ----------------------------------------------------------------------------------- |
| Godzina: 12:00 | R. Lindstedt (PP) 04:35 M. Karvinen (PP) 16:46 L. Välimäki (EQ) 35:39 K. Rantamäki (EN) 59:48 | (2:0, 1:0, 1:1) | 51:48 – T. Burina | Widzów: 448 Sędzia główny: Gabrielle Ariano-Lortie Sędziowie liniowi: Jamie Huntley |
| Godzina: 12:00 | 8 min. kar                                                                                    |                 | 14 min. kar       | Widzów: 448 Sędzia główny: Gabrielle Ariano-Lortie Sędziowie liniowi: Jamie Huntley |

### Finał
| 4 kwietnia 2015 | Stany Zjednoczone | 7:5 | Kanada | Malmö Isstadion, Malmö |

| Szczegóły      | Szczegóły | Szczegóły       | Szczegóły | Szczegóły                                                                       |
| -------------- | --- | --------------- | --- | ------------------------------------------------------------------------------- |
| Godzina: 16:00 | A. Pankowski (EQ) 02:51 H. Knight (PP) 06:38 M. Keller (PP) 10:59 A. Schleper (EQ) 17:08 H. Skarupa (EQ) 27:33 B. Decker (EQ) 51:42 K. Coyne (PP) 53:18 | (4:2, 1:3, 2:0) | 12:25 (PP) R. Johnston 17:47 (EQ) M-P. Poulin 30:03 (EQ) B. Lacquette 31:41 (EQ) R. Johnston 32:06 (EQ) C. Ouellette | Widzów: 1523 Sędzia główny: Nicole Hertrich Sędziowie liniowi: Katarina Timglas |
| Godzina: 16:00 | 6 min. kar |                 | 10 min. kar | Widzów: 1523 Sędzia główny: Nicole Hertrich Sędziowie liniowi: Katarina Timglas |